# Eosentomon copelandi
Eosentomon copelandi är en urinsektsart som beskrevs av Josef Nosek 1980. Eosentomon copelandi ingår i släktet Eosentomon och familjen trakétrevfotingar. Inga underarter finns listade i Catalogue of Life.